# Guilherme Cossoul

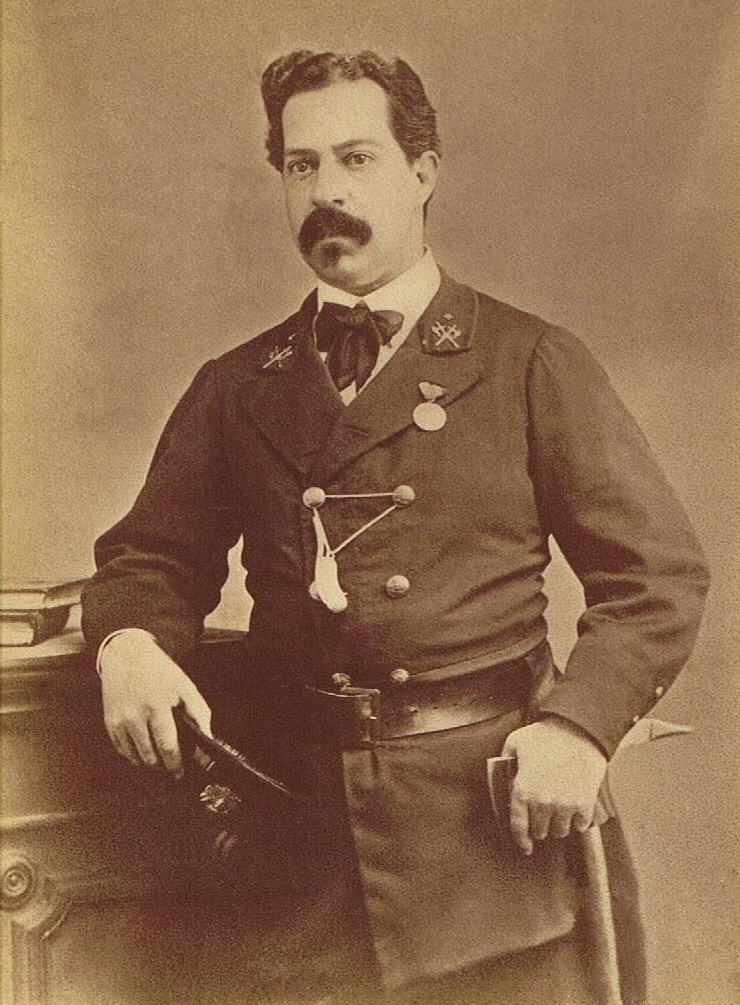
Guilherme Cossoul

António Guilherme Cossoul (* 22. April 1828 in Lissabon; † 26. November 1880 ebenda) war ein portugiesischer Komponist.
Von Cossoul stammen 37 musikalische Werke, darunter die Operetten A Cisterna do Diabo (1850), O Arrieiro (1852) und O Visionário do Alentejo. Er war ab 1861 Professor am Konservatorium von Lissabon und wurde zwei Jahre später zum Direktor der Musikschule des Konservatoriums ernannt.
Er war Gründer der Associação dos Bombeiros Voluntários, dem Verband der Freiwilligen Feuerwehr von Lissabon.